# Panthocarpa
Panthocarpa là một chi thực vật có hoa trong họ Đậu.